# Boeing Model 64
El Boeing Model 64 fue un avión de entrenamiento biplano monomotor estadounidense construido por Boeing en los años 20 del siglo XX, que no consiguió órdenes de producción.

## Desarrollo y diseño

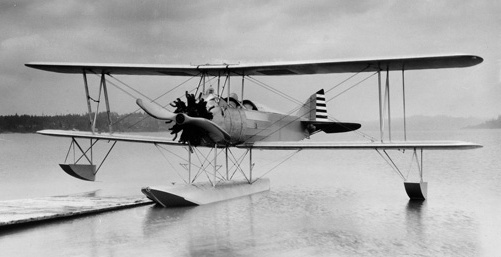
Boeing Model 64 versión hidro.

El Model 64 fue construido por Boeing por cuenta propia, y presentado tanto al Ejército como a la Armada estadounidenses como avión de entrenamiento básico y de tiro. El fuselaje y la cola estaban construidos de tubería de acero soldada, con los largueros y costillas de las alas, de madera. Las alas utilizadas eran un diseño anterior de dos vanos, debido a problemas aerodinámicos con el Model 21/NB. Para entrenamiento de tiro se construyó una estructura desmontable de cabina trasera con un montaje en aro y ametralladora flexible. También podía ser montada un arma fija sincronizada para disparar a través de la hélice.
El Model 64 voló por primera vez en febrero de 1926. Más tarde, las alas fueron reemplazadas con unas más gruesas de perfil NACA Munk M-12 y que solo requerían un juego de montantes. El renovado avión voló por primera vez el 31 de agosto de 1926.
El avión fue vendido a Pacific Air Transport, y más tarde fue equipado con un motor Wright J-5 y revendido a un propietario privado.

## Operadores
Estados Unidos
- Pacific Air Transport

## Especificaciones (hidroavión)
Referencia datos: Bowers, 1966, pg. 122

### Características generales
- Tripulación: Dos.
- Longitud: 8,66 m
- Envergadura: 11,23 m
- Altura: 3,38 m
- Superficie alar: 32,0 m²
- Peso vacío: 971 kg
- Peso cargado: 1288 kg
- Planta motriz: 1× radial de nueve cilindros refrigerado por aire Wright J-3.
  - Potencia: 150 kW (200 hp)

### Rendimiento
- Velocidad nunca excedida (Vne): 150 km/h
- Velocidad crucero (Vc): 135 km/h
- Alcance: 400 km
- Techo de vuelo: 2286 m (7500 pies)
- Régimen de ascenso: 2,1 m/s (410 pies/min)

### Armamento
- Ametralladoras: 

  - 1 de 7,7 mm

### Secuencias de designación
- Secuencia Numérica (interna de Boeing): ← 55 - 58 - 63 - 64 - 66 - 67 - 68 →